# 大屋村 (島根県)
大屋村（おおやむら）は、島根県邇摩郡にあった村。現在の大田市の一部にあたる。

## 地理
静間川の支流・笹川の上流、野田川の上流域に面していた。

## 歴史
- 1889年（明治22年）4月1日、町村制の施行により、邇摩郡大屋村、鬼村、大国村（一部、字小波）が合併して村制施行し、大屋村が発足[2]。
- 1956年（昭和31年）9月30日 - 大田市に編入され廃止[1][2]。

### 地名の由来
大屋姫命神社の祭神、大屋姫命に由来。

## 産業
農業、林業